# Eupelmus cicadae
Eupelmus cicadae är en stekelart som beskrevs av Giraud 1872. Eupelmus cicadae ingår i släktet Eupelmus och familjen hoppglanssteklar. Inga underarter finns listade i Catalogue of Life.